# Ильинский Колдаис
Ильинский Колдаис — деревня в составе Оськинского сельского поселения Инзенского района Ульяновской области. 

## География
Находится на расстоянии примерно 5 километров на юг по прямой от районного центра города Инза. 

## История
В советское время было отделение колхоза «Панциревский» (Панциревка). 

## Население
Население составляло 40 человек в 2002 году (русские 95%), 15 по переписи 2010 года.

## Известные уроженцы
- Макарова, Екатерина Александровна — Герои Социалистического Труда Ульяновской области[3].
- Поварова, Александра Ивановна  — передовик советского сельского хозяйства, доярка Панциревского госплемптицезавода, Инзенского района Ульяновской области, Герой Социалистического Труда (1971).

## Достопримечательности
- Родник, святой источник преподобного Сергия Радонежского[4].